# Парламентские выборы в Словакии (2012)

Досрочные парламентские выборы прошли в Словакии 10 марта 2012 года. Граждане выбирали 150 депутатов Национального Совета Словацкой Республики.

## Предыстория
После парламентских выборов 2010 года президент предложил Роберту Фицо, лидеру победившей на выборах партии «Направление — социальная демократия», формировать правительство. Однако Фицо не смог найти партнёров в парламенте для создания коалиции. Возможность сформировать правительство перешла ко второй по величине партии «Словацкий демократический и христианский союз — Демократическая партия», возглавляемой Иветой Радичовой и Микулашом Дзуриндой. Радичова заручилась поддержкой четырёх парламентских правоцентристских партий и создала правящую коалицию.
11 октября 2011 года словацкий парламент не сумел ратифицировать договор о Европейском фонде финансовой стабильности. Голосование по этому антикризисному инструменту было увязано с голосованием по вотуму доверия правительству. В результате правительство не получило вотум доверия, и были объявлены досрочные парламентские выборы.
Партия «Направление — социальная демократия» (НСД), которая воздержалась при голосовании по Европейскому фонду финансовой стабильности, заключила с правящей партией договор, по которому НСД обязывалась поддержать договор по фонду в обмен на проведение досрочных выборов 10 марта.

## Факты об избирательной кампании
Выборы в стране организуются различными ведомствами, включая Министерство внутренних дел, и избирательными комиссиями, сформированными на временной основе перед каждыми выборами. На эти выборы были созданы комиссии на трёх уровнях: Центральная избирательная комиссия, 50 окружных избирательных комиссий, 5956 участковых избирательных комиссий (УИК) на уровне избирательных участков.
Списки избирателей составляются муниципалитетами на основе регистрации по постоянному месту жительства. Число избирателей составляет около 4,3 млн, по данным Министерства внутренних дел. Система регистрации избирателей децентрализована.

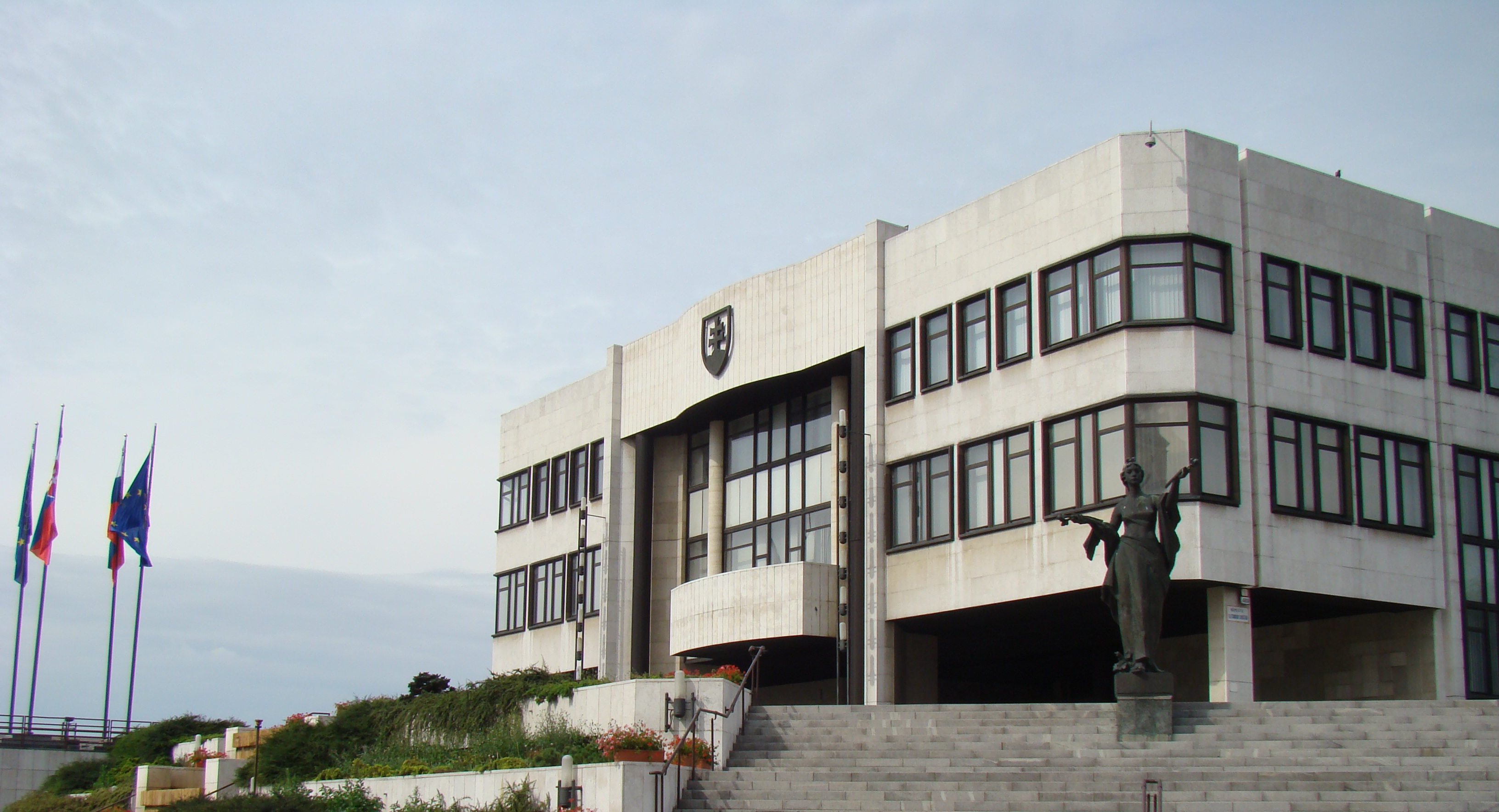
Здание Национального совета Словацкой Республики

19 декабря ЦИК зарегистрировал 26 списков кандидатов. Списки на выборах могут выставлять партии и движения. Политические партии могут объединяться в избирательные блоки и выставлять единый список кандидатов, но на этих выборах не было ни одной коалиции. Независимые кандидаты не могут баллотироваться в парламент.
Ограничений на расходы для партий во время избирательной кампании не предусмотрены. Политические партии могут получать доходы из широкого круга источников, включая государственные субсидии, частные пожертвования, банковские кредиты, а также членские взносы. Не существует никаких ограничений на количество и размер частных пожертвований.
Избирательная кампания была омрачена политическим скандалом, так называемым делом «гориллы». Так называется засекреченная информация, попавшая в руки общественности и свидетельствующая о коррумпированности системы власти во время премьерства Микулаша Дзуринды.

## Выборы
За день до выборов в Братиславе состоялась демонстрация против дела «гориллы». Протестующие, по данным канала «Евроньюс», требовали перенести выборы, чтобы политики убрали из списков кандидатов, замешанных в коррупционных скандалах. Акция переросла в беспорядки и столкновения с полицией. Для разгона манифестантов силы правопорядка применили слезоточивый газ и дубинки.
Голосование проходило с 7 до 22 часов.

## Результаты
На выборах победу одержала партия «Направление — социальная демократия», которая получила около 45 % голосов. Впервые в истории Словакии правительство может быть сформировано одной политической силой, без создания коалиции. Лидер партии Роберт Фицо заявил, что такой результат позволит выполнить все предвыборные обещания и реализовать программу партии, предполагающую среди прочих мер борьбу с госдолгом и дефицитом госбюджета не за счёт граждан.
Результаты выборов в Национальный Совет Словацкой Республики
| «Направление — социальная демократия»                                                       | 1 134 280 | 44,41 | 83  | ▲ 21 |
| «Христианско-демократическое движение»                                                      | 225 361   | 8,82  | 16  | ▲ 1  |
| «Обыкновенные люди и независимые личности»                                                  | 218 537   | 8,55  | 16  | ▲ 16 |
| «Мост (партия)»                                                                             | 176 088   | 6,89  | 13  | ▼ 1  |
| «Словацкий демократический и христианский союз — Демократическая партия»                    | 155 744   | 6,09  | 11  | ▼ 17 |
| «Свобода и солидарность (партия)»                                                           | 150 266   | 5,88  | 11  | ▼ 11 |
| «Словацкая национальная партия»                                                             | 116 420   | 4,55  | 0   | ▼ 9  |
| «Партия венгерской коалиции»                                                                | 109 483   | 4,28  | 0   | 0    |
| Другие 18 партий                                                                            | 267 545   | 10,53 | —   | —    |
| Всего (явка 59,11 %)                                                                        | 2,553,726 | —     | 150 | —    |
| Источник: Статистическое бюро Словакии Архивная копия от 22 февраля 2014 на Wayback Machine |           |       |     |      |

## Карта

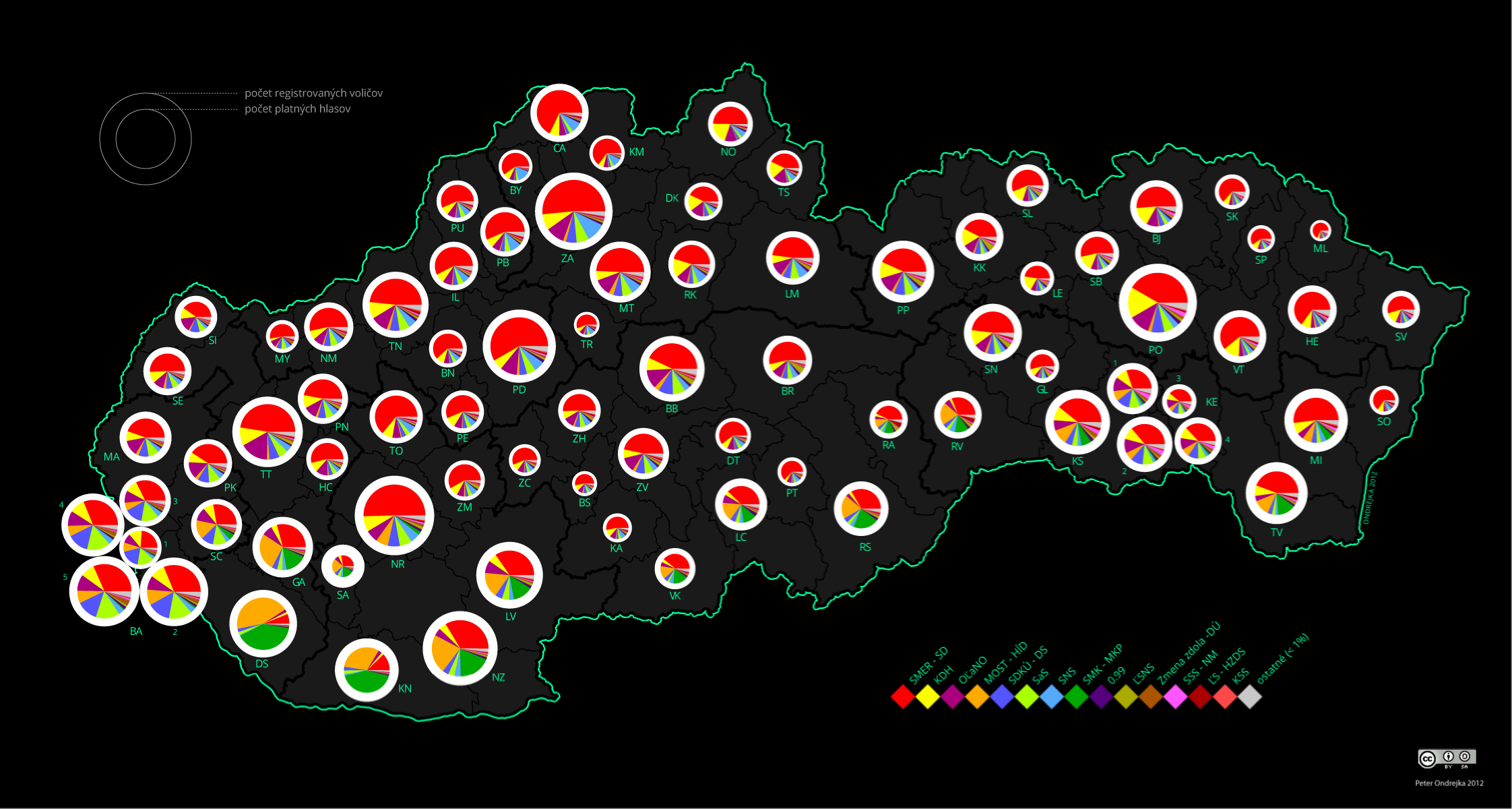

## Наблюдатели
Наблюдатели от ОБСЕ следили только за ходом предвыборной кампании и подготовкой к выборам, не оставшись на сам день голосования. Наблюдатели заявили, что у них нет никаких замечаний, связанных с уважением к основным свободам, прозрачностью избирательного процесса, регистрацией кандидатов, доступом к СМИ и с процедурами в день выборов. Небольшое беспокойство было вызвано механизмом финансирования партий и участием этнических меньшинств в выборах.
ОБСЕ советует продолжать усилия по гармонизации избирательного законодательства после выборов.